# Johannes Ciconia
Johannes Ciconia (cLieja (Bèlgica, 1370 – Padua (Itàlia), entre el 10 de juny i el 13 de juliol de 1412), va ser un important compositor i teòric musical franco flamenc de la música del Trecento durant l'època medieval tardana. Malgrat haver nascut a Lieja, va treballar la major part de la seva vida adulta a Itàlia, particularment al servei de les capelles papals de Roma i més tard, i sobretot, a la catedral de Pàdua.

## Biografia
Era fill d'un sacerdot (també anomenat Johannes Ciconia) i una dona d'alta posició social. Com que almenys tres homes més dels voltants de Lieja també tenien aquest nom, això ha creat una confusió biogràfica, resolta per primera vegada per David Fallows el 1975. Un tal Johannes Ciconia, probablement el pare del compositor, va treballar a Avinyó el 1350 com a empleat de l'esposa del nebot del papa Climent VI. Un altre Johannes Ciconia està registrat a Lieja el 1385 com a duodenus, generalment identificant una persona de jove; els estudiosos coincideixen que aquest és el mateix compositor.
Els registres papals suggereixen que Ciconia estava al servei del papa Bonifaci IX a Roma el 1391. Es desconeix el seu parador entre principis de la dècada de 1390 i el 1401. Des del 1401 fins a la seva mort el 1412, va estar vinculat a la catedral de Pàdua d'alguna manera, probablement al servei de l'arxipreste Francesco Zabarella, per a qui va escriure el motet Doctorum Principum. Tanmateix, no està clar si Ciconia va arribar a Pàdua abans del 1401. El seu lament Con lagrime bagnadome es descriu en una font com escrit per la mort de Francesco I da Carrara; si es refereix a Francesco il Nuovo ("el Nou"), dataria de després del 1406; Si, tanmateix, va ser escrita per a la mort de Francesco il Vecchio ("el Vell"), com han assumit els estudiosos, això el situaria a Pàdua ja el 1393. També hi ha la possibilitat d'una estada intermèdia a Pavia (com suggereixen els estudiosos John Nádas i Agostino Ziino), ja que és aquí on s'hauria connectat amb la Casa de Visconti i hauria adquirit coneixement de l'estil ars subtilior i les composicions de Philippus de Caserta citades a la seva Sus un fontayne ("Sota una font") (vegeu més avall).

## Música
| O Padua, sidus praeclarum                    |
|                                              |
| This is a motet performed using MIDI (2:37). |
|                                              |

La música de Ciconia és una barreja eclèctica d'estils. Peces típiques del nord d'Itàlia, com el seu madrigal Una panthera, apareixen amb peces impregnades de l'ars nova francesa. L'estil més complex de l'ars subtilior emergeix a Sus un fontayne. Tot i que continua sent d'estil medieval tardà, la seva escriptura apunta cada cop més cap als patrons melòdics del Renaixement, per exemple en la seva composició d'O rosa bella. Va escriure música tant secular (virelais francès, ballate i madrigals italians) com sacra (motets i moviments de misses, alguns d'ells isorítmics) en forma. També és autor de dos tractats sobre música, Nova Musica i De Proportionibus (que amplia algunes idees a Nova Musica). Les seves idees teòriques provenen de la tradició marchettiana més conservadora en contrast amb les del seu contemporani paduà Prosdocimus de Beldemandis.
Tot i que els contrafactes i les fonts manuscrites posteriors de les seves composicions suggereixen que era ben conegut a Florència, la seva música gairebé no està representada a les principals fonts florentines de l'època; per exemple, el Còdex Squarcialupi no conté res de Ciconia. Però, d'altra banda, molts dels seus motets i moviments de Missa s'inclouen al manuscrit conegut com a "Bologna MS Museo Internazionale e Biblioteca della Musica Q15".

## Enregistraments
- Johannes Ciconia: Oeuvre intégrale, Huelgas Ensemble (Pavane, 1982).
- Johannes Ciconia: Opera omnia, La Morra and Diabolus in Musica (ensemble) (Ricercar, 2011).